# Mendoncia litoralis
Mendoncia litoralis är en akantusväxtart som beskrevs av Emery Clarence Leonard. Mendoncia litoralis ingår i släktet Mendoncia och familjen akantusväxter. Inga underarter finns listade i Catalogue of Life.